# Tianbao (sockenhuvudort i Kina, Jiangxi Sheng, lat 28,53, long 114,76)
Tianbao är en sockenhuvudort i Kina. Den ligger i provinsen Jiangxi, i den sydöstra delen av landet, omkring 110 kilometer väster om provinshuvudstaden Nanchang. Antalet invånare är 14 610. Befolkningen består av 6 852 kvinnor och 7 758 män. Barn under 15 år utgör 19,0 %, vuxna 15-64 år 71 %, och äldre över 65 år 8,0 %.
Runt Tianbao är det ganska tätbefolkat, med 139 invånare per kvadratkilometer. Närmaste större samhälle är Xinchang, 15,7 km söder om Tianbao. I omgivningarna runt Tianbao växer i huvudsak blandskog.
Genomsnittlig årsnederbörd är 2 214 millimeter. Den regnigaste månaden är maj, med i genomsnitt 382 mm nederbörd, och den torraste är oktober, med 45 mm nederbörd.